# Yves Cornière
Yves Cornière est un compositeur français né à Paris 4e le 29 octobre 1934 et mort à Paris 15e le 29 novembre 2011.
Il est par ailleurs organiste et mène une carrière de chef d'orchestre à laquelle il met un terme dans les années 1980.

## Biographie

### Enfance et formation
Yves Cornière est né en 1934 à Paris, de père organiste (André Cornière) et de mère pianiste (Simone Tissier). Il est le frère d'Anne Sendrez, danseuse et chorégraphe. Il baigne dès sa plus jeune enfance dans l'univers de la musique et compose son premier morceau intitulé Air de chasse à l'âge de sept ans, puis une Danse arabe, dans sa dixième année.
Blanche Bascourret de Gueraldi, qui fut la répétitrice d'Alfred Cortot, l'initie au piano. Un passage qui le marquera profondément dans sa sensibilité musicale gardant une prédilection pour l’œuvre de Frédéric Chopin interprétée par Cortot. Tout jeune, il compose une Danse africaine (1947) puis une Rapsodie hongroise (1949).
À l'âge de quinze ans, il est reçu au Conservatoire de Paris. Puis il rejoint les classes d'harmonie de Jeanne Leleu et obtient un premier prix d'Harmonie en 1959. Il compose, peu après, la mélodie de l'Absence, opus 8 (1962).
Au Conservatoire, il s'oriente vers la direction d'orchestre où il est admis en 1962, et compose une Odelette (opus 11), ainsi qu'un Scherzo en mi bémol pour piano et orchestre (opus 12). Il obtient alors le premier accessit de direction d'orchestre avec Manuel Rosenthal, et le premier accessit de composition avec Tony Aubin, par le Scherzo qu'il exécute lui-même au piano.

## Prix de Rome, 1963-1966
En 1963, il est reçu au concours d'essai du prix de Rome avec une Fugue opus 13a (Raymond Gallois-Montbrun) et un chœur Ciels opus 13b (Germain Nouveau).
Cette même année, il obtient le premier prix de Rome en composition musicale avec une œuvre symphonique sur un poème lyrique de Robert Desnos, Les hommes sur la terre, dont voici les premières strophes :
| Nous étions quatre autour d'une table Buvant du vin rouge et chantant Quand nous en avions envie. Une giroflée flétrie dans un jardin à l'abandon Le souvenir d'une robe au détour d'une allée, Une persienne battant la façade. Le premier dit : « Le monde est vaste et le vin est bon Vaste est mon cœur et bon mon sang Pourquoi mes mains et mon cœur sont-ils vides ? ». |

De 1964 à 1966, il devient pensionnaire de la villa Médicis. Il y compose un Ave Maria Stella, chœur a cappella (opus 16) qui fut exécuté à la villa. Il participe également à un concert avec Trois Mélodies pour chant et orchestre, sur des Poèmes d'Henri de Régnier et Gabriele d'Annunzio : Odelette, Salomé, Sur une image de la France Croisée, qui furent interprétées par Mme Vercelli.
À Rome, il poursuit ses études de direction d'orchestre avec Franco Ferrara au conservatoire Sainte-Cécile.

## Carrière de chef d'orchestre et de professeur au Conservatoire national d'Ankara, 1967-1969
De 1967 à 1969, Yves Cornière séjourne en Turquie et en Bulgarie. Il est invité par le groupe des cinq principaux compositeurs turcs (dont Ulvi Gemal Erkin, Ahmet Adanan Saygun et Necil Kazim Akses) pour occuper le poste de professeur d'harmonie au Conservatoire d'État d'Ankara. Dès 1928, Atatürk avait prié Saygun de se rendre en France dans le but d'établir des relations étroites sur le plan culturel avec les pays de l'Europe de l'Ouest. Les cinq turcs furent les premiers à adapter la tradition musicale de leur patrie aux techniques de composition classique occidentale. En hommage à son chaleureux accueil en Turquie, qui le marqua profondément, Yves Cornière composera la Suite Turquoise, dont le thème d'une pièce — notamment celui de la Sicilienne — traduit une claire influence orientale.
En 1969, il séjourne trois mois en Bulgarie où il donne deux concerts en tant que chef d'orchestre et fait un enregistrement à la Radio-Ankara d'une œuvre pour trompette et orgue.

## Succession aux grandes orgues de Saint-Lambert de Vaugirard, 1967-1974
De retour en France, en 1974, il prend la succession de son père, André Cornière, à la direction des grandes orgues Beuchet-Debierre de l'église Saint-Lambert de Vaugirard à Paris.

## La composition, 1994-2011
L'exigence de l'écriture s'impose à lui. Il abandonne alors la direction d'orchestre pour se consacrer entièrement à la composition. En 1994, il débute l'œuvre qui l'occupera les vingt dernières années de sa vie, et qu'il considérait comme son testament spirituel, la Suite Turquoise, un titre en hommage au séjour en Turquie. Composée de six pièces (Ouverture, Andante, Menuet, Sicilienne, Nocturne et Toccata), il rédige pour chacune d'elles une triple version : piano solo, piano et orchestre et version symphonique.
Atteint d'un cancer, il meurt le 29 novembre 2011 sans avoir eu le temps de faire jouer son œuvre. Quelques jours avant de mourir il retouchait encore ses partitions, bien qu'il considérât la Suite Turquoise comme achevée. Il repose dans la petite ville de Triel-sur-Seine, où il passa son enfance et les dernières années de sa vie.

## Esthétique musicale
S'il se disait très soucieux des questions de la forme et admiratif de l'écriture de Bach, Yves Cornière reste de sensibilité romantique et française, proche de Chopin, Debussy, Ravel et Fauré.

« Aérienne, mélancoliquement pensive, étonnamment ironique, la musique d'Yves Cornière est profondément enracinée dans la leçon des grands compositeurs qui ont fait l'histoire de la musique française. Debussy et Ravel et, pour revenir encore en arrière, Rameau et Couperin, se rencontrent virtuellement dans l'écriture de ce compositeur qui a confié la recherche de toute une vie à l'écriture de pages émouvantes, pofinées avec le labor limae qui faisait la qualité de la poésie antique. La musique d'Yves Cornière est empreinte de poésie, très polie, obtenue par soustraction : en éliminant tout ce qui est de l'ordre de l'effet, ou pur jeu intellectuel, Cornière atteint une écriture élégante et simple, dans laquelle la voix du passé se rend intimement nouvelle et dialogue avec notre présent, en touchant ces cordes intimes qui vibrent fortement en chacun de nous lorsqu'elles sont touchées par quelque chose d'intensément beau. »

— Daniela Gangale, Corriere Musicale, traduit de l'italien

« Celui qui approche la musique d'Yves Cornière comprend, d'emblée, qu'elle se caractérise par deux aspects bien définis : elle est moderne et originale. La multiplicité des solutions et des modulations harmoniques, la recherche d'effets sonores particuliers avec une variété continue au sein d'une même composition, le dynamisme souvent changeant de la rythmique qui produit des résultats de grand effet sont tous des éléments qui se réfèrent à la musique la fin du XIXe siècle et en constitue les caractéristiques plus spécifiques. Mais dans les œuvres d'Yves Cornière l'on trouve aussi les signes et les racines des grands « classiques » tels que Bach (par le jeu substantiel des harmonies) et Chopin (pour certaines inventions mélodiques), tout comme des suggestions de Debussy sont ouvertement présentes (pour l'atmosphère lyrique) : donc, il s'agit d'une musique sans aucun doute moderne, mais qui est toutefois fermement ancrée dans le classicisme et, plus généralement, dans la lignée des grands compositeurs de l'époque ancienne aux temps modernes. L'originalité (qui est la note plus intéressante) de la musique d'Yves Cornière est, à mon avis, dans un processus récurrent dans diverses compositions (par exemple dans la Suite Turquoise [dans l'Andante et le Nocturne] et dans la Barcarolle fantastique) : à l'ouverture il y a l'exposition d'un thème mélodique, souvent très suggestif, qui crée l'attente de nouveaux développements : mais ceux-ci ne sont pas mis en œuvre, parce que le thème initial est comme submergé par un ensemble d'harmonies avec laquelle il fusionne et il est mélangé jusqu'à se perde, jusqu'à ce qu'il disparaisse, et que ce «jeu», cette combinaison de sons donne lieu à un nouveau thème, c'est-à-dire une nouvelle perspective qui est mélodique pour laquelle se renouvelle l'attente de développements ultérieurs qui, une fois encore, n'arriveront pas : de sorte que la composition est configurée comme un «tissu», une réunion des mélodies et d'harmonies qui coexistent en parfaite équilibre, de façon presque magique.
En ce qui concerne l'harmonie et le timbre: ils sont si bien développés et si «sophistiqués» qu'ils semblent davantage appartenir à une écriture orchestrale plutôt que pianistique. Yves Cornière dans certains cas (par exemple, dans la Toccata de 1960 et dans le l'Ouverture et la Toccata de la Suite Turquoise) se révèle un formidable "virtuose", c'est-à-dire un fin connaisseur et expert de la technique musicale : le pianiste qui aborde ces pièces doit "transpirer les proverbiales sept chemises" pour obtenir une performance que l'auteur a bien compris et a montré dans son écriture. »

— Texte critique du Professeur et pianiste Giuseppe Meini, traduit de l'italien

A propos du Trio de 1961-62, la musicologue Pierette Germain-David écrit :  "L'oeuvre se déroule avec de magnifiques coulées mélodiques et d'adroites combinaisons de lignes entre les instruments que les participants ont bien mises en valeur. On devine la sincère implication du compositeur dans le respect de l'écriture classique don il adopte  aisément les conventions mais avec l'originalité de son style à la fois poétique et spirituel."

"Mon travail de copie de la Suite Turquoise d'Yves Cornière m'a permis d'apprécier l'exigence et l'extrême précision de l'écriture du compositeur qui ne laisse rien au hasard, en particulier en matière d'interprétation. Un signe d'expression précis est attribué à chaque point contre point, parfois, une indication complète. Le caractère savant de l'oeuvre est certain , malgré son accessibilité acoustique."
Sébastien Villers (musicien, auteur de la transcription de la Suite Turquoise).

## Compositions

### Années 1944-1949
- Air de chasse op. 1 (en sol M) (1941)
- Suite enfantine op.2 (1942-45)
- Swing, pour piano
- Danse arabe en ut majeur (1944)
- Suite enfantine op. 3 (1947-49)
- Danse africaine (1947)
- Rapsodie hongroise (1949)

### Années 1961-62
- Trio pour piano, violon, violoncelle

### Années 1960-1965
- toccata op. 6 (oct/novembre 1960) (1 min 30 s)
- l'Absence op. 8 (janvier 1962), pour soprano et piano. Inclus dans un recueil de Trois poèmes d'Henri de Régnier mis en musique, comprenant Odelette, Absence et Salomé.
- fugues op. 10a (sujet d'Henri Büsser) et op. 13a en si mineur (sujet de Raymond Gallois-Montbrun), pour les concours d'essai de Rome 1962 & 1963
- Abel et Caïn op. 10b, sur un texte de Baudelaire, sujet imposé pour l'épreuve d'essai du concours de Rome 1962, pour chœur et orchestre (ou réduction pour piano à 4 mains), ou réduction à 4 voix
- L'Ile, pour chœur et orchestre, sur un poème d'Henri de Régnier, inachevé (Paris, 1963)
- Ciels op. 13b, pour chœur mixte et orchestre (ou réduction de piano), sur un texte de Germain Nouveau, sujet imposé pour l'épreuve d'essai du concours de Rome 1963.
- Les hommes sur la terre op. 14, poème lyrique pour voix et orchestre sur un poème de Robert Desnos op. 10, pour le concours de Rome 1963 (mai 1963), créé par Louis Rialland (ténor) & Pier Ligonesche (basse) et l'Orchestre Pasdeloup dirigé par Robert Blot (chef et solistes de l'opéra) ; seconde interprétation à l'Institut de France par l'orchestre de l'Opéra ; enregistré et diffusé par l'Office de Radio-télévision Française - O.R.T.F. (durée : 14 minutes) (existe en version avec piano seul également)
- Musique de film op. 15, pour le documentaire "Revivre", commandité par les Services artistiques du Ministère des Postes et Télécommunications, pour piano et quatuor à cordes, Paris 1963 (durée : 15 minutes)
- Trio pour violon, violoncelle et piano op. 9 : I - Allegro moderato ; II - Allegro vivace (scherzo) ; III - Andante ; IV - Allegro moderato (final) (Paris, octobre 1961 - juin 1962, durée : 23 min 30 s). Rome, 1964. 1re audition des deux premiers mouvements au Teatro delle Cometa, diffusée par Rai, Rome, le 28 avril 1964, avec Vittorio Emanuele, violon, Arcangelo Bartoluzzi, violoncelle (solistes de l'orchestre de la garde républicaine), et le compositeur, piano. (enregistré et diffusé par les radio-télévisions française -ORTF - et italienne - RAI -, commande du Conservatoire, durée : 15 minutes)
- Scherzo symphonique, pour piano et orchestre, 1re audition à la Rai, Rome, 1964 (durée : 9 minutes)
- Ave Maris Stella op. 16, pour Chœur mixte a capella (mars 64 - mai 65), 1re audition à l'auditorium du Foro Italico, Rome, avec le chœur de Rome de la radio-télévision italienne, dirigé par Nino Antonellini. Enregistré et diffusé par les radio-télévisions française - ORTF - et italienne - RAI -, durée : 8 minutes 30)
- Deux mélodies pour voix de femme et orchestre sur des poèmes de Henri de Régnier :

1. Odelette op. 11 (pour mezzo-soprano et orchestre ou piano, janvier 1963, durée : 2 min 35 s)
2. Salomé op. 17 (pour soprano et orchestre ou piano, juillet 64-juin 65, durée : 4 minutes). 1re audition à l'auditorium du Foro Italico, Rome, par Angiola Vercelli, soprano, avec l'orchestre symphonique de Rome de la radio-télévision italienne dirigé par Pierluigi Urbini, à Rome le 26 juin 1965

- Sur une image de la France Croisée, peinte par Romaine Brooks (1914) op. 18 (Gabriele d'Annunzio) (3e mélodie du triptyque de 3 mélodies pour soprano et orchestre) (mars-avril 1966), 1re audition à l'auditorium du Foro Italico, Rome, par Angiola Vercelli, soprano, avec l'orchestre symphonique de Rome de la radio-télévision italienne dirigé par Giuseppe Piccillo, à Rome le 7 mai 1966.

### Années 1966-1989
- Ophélia (Rimbaud), pour 2 voix de femmes (soprano & mezzo-soprano) et orchestre ou piano, d’après Kleine Stüdie op. 68 no 14 de Robert Schumann (21 septembre 1989).
- Larghetto, pour piano et orchestre de chambre. Existe aussi en version réduite à 1 ou 2 pianos (1986).
- Arioso, pour trio à cordes ou à vents, ou orgue ou piano, d'après le 1er mouvement du trio avec piano*
- Bagatelle, néo-baroque pour piano (1974)

### Années 1989
- Trois Flores – orchestrations (Paris, 1989) :
  - Frédéric Chopin
    - Étude en fa majeur (Op.10 no 8)
    - Prélude en ré bémol
    - Étude en ut majeur
    - Nocturne en ut mineur (no 13)
    - Étude en dièse mineur (Op 10 no 4) 2:15 : (3,2,2,2:2 Tr, 4 Crs, 2 Tn, Timb, cordes)

  - Supplément : 3 Études (1990)
    - en Mi majeur (op.10n°31)
    - en Mi mineur (op.25)
    - En ut mineur (op.10 no 12)

  - César Franck
    - Pastorale
    - Cantabile
    - Allegretto cantando
    - Troisième Choral(même orchestre plus un trombone et un contrebasson )

  - Claude Debussy
    - En bateau
    - Clair de Lune
    - Arabesque
    - La fille aux cheveux de lin
    - Ballet (même orchestre sans trombones et contrebasson avec deux harpes)

### Années 1992-2011
- Suite turquoise, ou La Dissidence joyeuse (1992-2011), versions pour piano (ou orgue), piano et orchestre, ou orchestre symphonique (env. 35 min). L’œuvre s'organise en 6 parties : 1 - Ouverture (en ut) ; 2 - Andante (en mi) ; 3 - Menuet (en fa) ; 4 - Sicilienne (en la) ; 5 - Nocturne élégiaque en fa (reprenant le thème de l'arioso, en fa) ; 6 - Toccata (en ut)
- Version abrégée sans toccata : 1 - Sicilienne ; 2 - Andante ; 3 - menuet ; 4 - nocturne élégiaque ; 5 - finale (ouverture) (env. 28 min)
- Barcarolle fantasque (septembre 2007, orchestration octobre 2007)

## Récompenses et fonctions
- 1er prix d'Harmonie (1959) (Jeanne Leleu).
- 1er Accessit de Direction d'Orchestre (1963) (Manuel Rosenthal).
- 1er Accessit de Composition (1963) (Tony Aubin).
- Premier grand prix de Rome (1963).
- Professeur titulaire d'éducation musicale de la Ville de Paris (1963).
- Sociétaire définitif de la société des auteurs, compositeurs de Musique (Sacem) 1966.
- Organiste titulaire des grands orgues de Saint-Lambert de Paris (1974-1998).
- Professeur d'éducation musicale de la ville de Paris 1958-1953.
- Professeur intérimaire d'une classe d'harmonie au Conservatoire National Supérieur de Musique de Paris 1960-1961.
- Professeur d'harmonie au Conservatoire d'Ankara, Turquie 1967-1969.
- Organiste des grands orgues de Saint Lambert de Paris 1974-1998.